# Låt aldrig ljusen slockna
Låt aldrig ljusen slockna är en julskiva med Hasse Andersson och Kvinnaböske Band från 2012.

## Låtlista
1. Låt aldrig ljusen slockna
2. Snart är julen här
3. En Herrens ängel
4. All I Want for Christmas is You
5. Ho, ho skrattar Tomtefar
6. Den bästa av jular
7. Det blir kallt i november
8. Bjällerklang
9. Låt mig få tända ett ljus
10. På väg hem
11. Santa Claus is Coming
12. Tomten

## Medverkande musiker
- Hasse Andersson, sång
- Johan Pihleke, gitarr, mandolin, banjo
- Peter Fältskog, trummor
- Calle Magnusson, bas
- Nadia Eriksson, piano och orgel
- Berra Karlsson, steelguitar
- Bjucke Alriksson, munspel
- Anders Larsson, dragspel
- Olle Nyberg, orgel
- Johan, Nadja, Monica och Marie, kör
- Medverkar gör också S:t Mikael Gospel och Bjärekidsen
- Arrangemang: Hasse Andersson och Kvinnaböske Band
- Tekniker: Thomas Banestål
- Producent: Hasse Andersson

### Fotnoter
1. ↑  ”Låt aldrig ljusen slockna 2012”. Ginza. 6 mars 2012. Arkiverad från originalet den 16 augusti 2016. https://web.archive.org/web/20160816182754/https://www.ginza.se/product/andersson-hasse/lat-aldrig-ljusen-slockna-2012/185500/. Läst 15 juli 2016.